# Port-Salut
Puerto Salud (en francés Port-Salut y en criollo haitiano Pòsali) es una comuna de Haití que está situada en el distrito de Port-Salut, del departamento de Sur.

## Secciones
Está formado por las secciones de:
- Barbois
- Dumont

## Demografía
| Gráfica de evolución demográfica de Port-Salut entre 2009 y 2015 |
|                                                                  |

Los datos demográficos contemplados en este gráfico de la comuna de Port-Salut son estimaciones que se han cogido de 2009 a 2015 de la página del Instituto Haitiano de Estadística e Informática (IHSI). 

## Economía
Port-Salut es un destino popular para los haitianos locales, así como para los turistas que van en búsqueda de relajación y tranquilidad, debido a que las hermosas playas que rodean a la localidad son muy tranquilas y poco explotadas. El área aún no se ha descubierto a nivel turístico general. Con el manejo adecuado y la inversión, la comuna podría convertirse en un importante destino turístico en Haití.

## Personas destacadas
- Jean-Bertrand Aristide, expresidente de Haití.